# Tabebuia lapacho
Tabebuia lapacho (o Handroanthus lapacho según la taxonomía usada) es una especie de planta perteneciente a la familia Bignoniaceae. Se encuentra en Argentina y Bolivia. Está amenazada por la destrucción de hábitat.

## Fuente
- Prado, D. 1998. Tabebuia lapacho. 2006 IUCN Red List of Threatened Species.  Descargado el 23 de agosto de 2007.

- Datos: Q15549816
- Multimedia: Handroanthus lapacho / Q15549816
- Especies: Handroanthus lapacho